# La chica que amaba a Tom Gordon
La chica que amaba a Tom Gordon (del inglés: The Girl Who Loved Tom Gordon) es una novela de terror psicológico escrita por Stephen King, publicada en 1999. El título del libro se llama así porque Trisha McFarland, la protagonista de la novela, intenta sobrevivir en el bosque apoyándose en su Walkman, que le permitirá escuchar en sus noches solitarias los partidos de los Medias Rojas de Boston y a su ídolo, el jugador Tom Gordon, que al final caminará junto a ella en su imaginación.
Es un relato realista, ya que el elemento sobrenatural aparece sólo al final, transmutado en un enorme oso negro que Trisha ve de otro modo, y también es una novela situacional de desarrollo de un único personaje.
En 2004, fue lanzada una adaptación pop-up del libro, diseñado por Kees Moerbeek e ilustrado por Alan Dingman. En 2019, se anunció una adaptación cinematográfica producida por Chris Romero.

## Argumento
Trisha McFarland es una niña de 9 años que va de excursión familiar con su madre y su hermano Pete de senderismo hacia los Apalaches. Su madre tiene que batallar constantemente con Pete, que no acepta la situación en la que se encuentran sus padres (a punto de tomar el divorcio y entre varias cosas), por lo que discuten mucho.
Durante la excursión, ambos se encuentran enfrascados en una de sus habituales discusiones y no se dan cuenta de que Trisha abandona el camino para orinar, y de paso dejar de escuchar la pelea. Al terminar de hacer del baño, Trisha trata de alcanzarlos intentando tomar un atajo, pero se resbala y cae por un terraplén empinado y termina perdida sin esperanza, adentrándose más en el corazón del bosque. Se queda con una botella de agua, dos pastelillos Twinkies, un huevo cocido, palitos de apio, un sándwich de atún, una botella de Surge, un poncho, una Game Boy y un Walkman. Ella escucha su Walkman para mantener el ánimo, ya sea para enterarse de las noticias de su búsqueda o para escuchar el partido de béisbol con su jugador favorito y "rompecorazones", Tom Gordon.
Cuando comienza a tomar medidas para sobrevivir conservando la poca comida que tiene mientras consume flora comestible, la familia de Trisha regresa a su automóvil sin ella y llama a la policía para iniciar una búsqueda. Los rescatistas buscan en el área alrededor del camino, pero no tan lejos como ha llegado Trisha. La niña decide seguir un arroyo por lo que leyó en Little House on the Prairie (aunque pronto se convierte en un río parecido a un pantano), racionalizando que todos los cuerpos de agua conducen eventualmente a áreas habitadas.
Cuando los policías dejan de buscar a la noche, ella se acurruca debajo de un árbol para descansar. Finalmente, una combinación de miedo, hambre y sed hace que Trisha sufra alucinaciones.Se imagina a varias personas de su vida, así como a su héroe, Tom Gordon, apareciendo ante ella. No está claro si los signos cada vez más evidentes de eventos sobrenaturales en el bosque también son alucinaciones.
Las horas y los días pronto comienzan a pasar, con Trisha deambulando más por el bosque. Eventualmente, Trisha comienza a creer que se dirige a una confrontación con el Dios de los Perdidos, una entidad malvada con cara de avispa que la está persiguiendo. Su juicio se convierte en una prueba de la capacidad de una niña de 9 años para mantener la cordura frente a una muerte aparentemente segura. Atormentada por una neumonía y al borde de la muerte, se encuentra con un camino, pero justo cuando descubre signos de civilización, se enfrenta a un oso, al que interpreta como el Dios de los Perdidos disfrazado. Enfrentando su miedo, se da cuenta de que es el final de la novena y debe cerrar el juego. Imitando a Tom Gordon, adopta la postura de un lanzador y lanza su Walkman como una pelota de béisbol, golpeando al oso en la cara y sobresaltándolo lo suficiente como para que retroceda. Un cazador que se encuentra con el enfrentamiento entre la niña y la bestia, asusta al animal y lleva a Trisha a un lugar seguro, pero esta última sabe que se ganó su rescate.
Trisha se despierta en una habitación de hospital. Encuentra a sus padres divorciados y a su hermano mayor esperando cerca de su cama. Una enfermera le dice a la familia de la niña que deben irse para que Trisha pueda descansar porque "sus números subieron y no queremos eso" y su padre es el último en irse. Antes de que lo haga, Trisha le pide que le entregue una gorra de los Medias Rojas de Boston (autografiada por Tom Gordon) y ella señala hacia el cielo, tal como lo hace Tom Gordon cuando cierra un juego.

## Adaptación al cine
Aunque George A. Romero se preparó para escribir y dirigir una adaptación cinematográfica de la novela, los planes quedaron estancados en octubre de 2005 antes de su muerte.
En agosto de 2019, se revivió el proyecto, con la productora de Romero aún adjunta. Las partes involucradas en la nueva producción incluyen a Chris Romero como productora, junto a Roy Lee (el productor de It), Jon Berg de Vertigo Entertainment y Ryan Silbert de Origin Story. La productora es Sanibel Films, productora de Chris y su difunto esposo Romero. A partir del anuncio del 21 de agosto de 2019, aún no se había anunciado un escritor o director. Andrew Childs se desempeña como productor ejecutivo. El 16 de noviembre de 2020, se anunció que Lynne Ramsay había sido elegida para dirigir la película.